# Rusznák Iván
Rusznák Iván (Budapest, 1951.–) magyar gitáros, énekes, zeneszerző.

## Élete
Családi hagyományként klasszikus zenei érdeklődése korán kialakult. Zenei általánosban tanult, kórustagként, csellistaként, kamarazenészként alapozta meg pályáját. A The Beatles, a The Rolling Stones rá is óriási hatással volt, így első 7 húros “orosz” gitárját házilag alakítja át és szereli fel hangszedővel.
Középiskolás korában kerületi diáktársakkal megalakítják a Marvin diákzenekart. Érettségi után a Continental együttesben – tagok: Maróthy Magdi, Rovó Imre, Papp Gyula, Baracs János. Később a Nivram együttesben – tagok: Tihanyi Gyula (basszusgitáros) , Papp Imre (zenész), – Mityó, Szentgyörgyi András, majd következett az Európa Nagy Istvánnal, a Memphis, tagok: Simai, Fonyódi, Kék Csillag a Szakály testvérekkel, és 1970-72 között a Geminiben játszott.
1972-ben megalakítja az M7 együttest, Kisfaludy Andrással (Kex), Kalmus Józseffel és Tihanyi Gyulával együtt. Az együttesben szólógitáros, énekes volt. Több nagysikerű dal fűződik a nevéhez. 
Az 1979-es, M1 szilveszteri Disco-Disco, valamint az 1980-as, nívódjas, Hol colt, hol nem colt is az M7 együttes zenéje volt, ahol Rusznák Iván volt a zeneszerző és zenei vezető. 
Már elég korán kezdett vonzódni a reklámpszichológiához is. Az 1970-es évek közepén részt vesz a Kereskedelmi Kamara-Külkereskedelmi Főiskola reklám-reklámfilm képzésein. Egyik oktatója Sas István reklámfilmrendező volt, akivel a későbbiekben együtt dolgozott.
1980-tól az aktív színpadi zenélésből  a stúdiómunkák felé nyitott,  áttér a  reklámzeneszerzésre az 1970-es évek végén, nevéhez fűződik a korszak legtöbb népszerű reklámjának zenéje. A  legnevesebb hazai reklámfilmes, Sas István reklámjai is az ő nevéhez kötődnek. Sas István rendezte a reklámfilmeket, a zenét pedig Rusznák Iván írta. 

Sas István filmrendező Rusznák Ivánról:
Amiért ezek a jelmondatok ilyen hosszú távon megmaradhattak a közösségi emlékezet legmélyebb rejtekein, annak a legfőbb titka, hogy a sors összehozott egy Rusznák Iván nevű hihetetlenül tehetséges fiatal zeneszerzővel, aki csak úgy ontotta magából a zseniális dallamokat. Ő volt a Skála Kópé, a Pécsi kesztyű, a Hurka Gyurka rigmusainak kitalálója, ő volt a Traubi, a Fabulon, a Márka, a Sió, a Liberó, az S-Modell (divatmárka), a Buci baba, a Sárvári termálkristály, és ki tudja még, hány slágerré vált dal szerzője.
A reklámokat, többségében az M7 együttes játszotta, Postásy Júliaval, és Liener Mártaval kiegészülve. Megkapta a Magyar Reklámért kitüntetést is ebben az időben.
Ebben az időben dolgozott a Magyar Televízió Szórakoztató Főosztályának, színházi zeneszerzőként is tevékenykedett, írt dalt a Modell trió nak, a Pa-dö-dő-nek és Szűcs Judith-nak is (pl. Ilyen ma egy lány).  
Ezzel egyidőben Demján Sándor  új lehetőséget ajánlott fel számára: a Skála-Coop műsoros országjáró turnéinak szervezését.
1982-ben hangmérnök barátjával Lakatos Gáborral hangstúdiót hozott létre, ahol hangmérnökként a zenész kollégák dalait, valamint saját szerzeményeit vette fel. Később a hangstúdió mellett reklámügynökséget alapított, ezeket integrálta a jelenlegi telekommunikációs cégébe.
Nős, felesége Hágelmayer Veronika modell, manöken, akitől 3 fia született.

## Reklámfilmjeiből
- Hurka Gyurka
- Pécsi kesztyű
- Skála kópé
- Cascót akarok
- Traubit kérünk
- Sebaj jövünk
- S modell
- Derby
- Forgóajtó
- Liberó
- Ez a divat
- Fabulon
- Márka üditőital

## Szerzeményei
- Magyar televízió: Hol colt, hol nem colt... (Szilvesztern) 1980 – zeneszerző
- Sas István, Videoprint: Sas reklámok DVD – 234 reklám  – zeneszerző

## Az M7 együttes dalai
Nem fáj, Szeretném látni arcodat, Nagypapa zsebórája, Latin dal, Liza, Ma este csak velem leszel…, Álmomban én már láttam őt, Ég és föld között, Félig sem szerelem, Frédi az autó, Mert Minden Véget Ér, Mindenki visszakapja egyszer, Nem lehet boldogságot venni, Nincs arra szó, Oly rég óta, Úgy kérj, hogy adjak még, Valaki áttáncolt az életemen
- szólógitáros, énekes, is az együttesben.